# Борилачки спорт
Борилачки спорт је такмичарски контактни спорт са борбом један на један. Одређивање побједника зависи од посебних правила такмичења. У многим борилачким спортовима, учесник побјеђује освајајући већи број поена од противника или онемогућавањем противника. Бокс, кик-бокс, аматерско рвање, џудо, бразилки џијуџицу, мјешовите борилачке вјештине и тајландски бокс су само неки од борилачких спортова.